# Albert Ruimschotel
Albert Frits Ruimschotel (ur. 28 lutego 1922 w Pangkal Pinang,  zm. 28 maja 1987 w Utrechcie) – holenderski piłkarz wodny. Zdobywca brązowego medalu na letnich igrzyskach olimpijskich w Londynie, gdzie wystąpił we wszystkich siedmiu meczach. Strzelił dziewięć bramek (najwięcej w meczu z Indiami – 4).